# 鄧履中 (道光貢生)
鄧履中（1813年12月27日—1876年），字祥占，號禮堂，行一，湖北襄陽府襄陽縣鄧桃湖仁孝里人。

## 生平
- 道光二十九年（1849年）己酉科拔貢
- 咸豐七年閏五月，以籌辦襄、鄖等屬團練，協同官軍搜剿山賊，由候選教諭著以知縣雙月選用[3]
- 咸豐九年六月，辦理牙帖釐金出力由候選知縣，著不論雙單月選用[4]
- 同治八年（1869年），署四川順慶府鄰水縣知縣，同治十二年七月，題補鄰水[5]〔縣志作光緒二年丙子，當為履任〕，復任數月，卒於宦[6][7]。
- 同治十二年六月，以肅清安南縣境，攻克貞豐州出力，著以知縣籖掣省分，歸候補班前先補用[8]